# Batalha de Arnemuiden

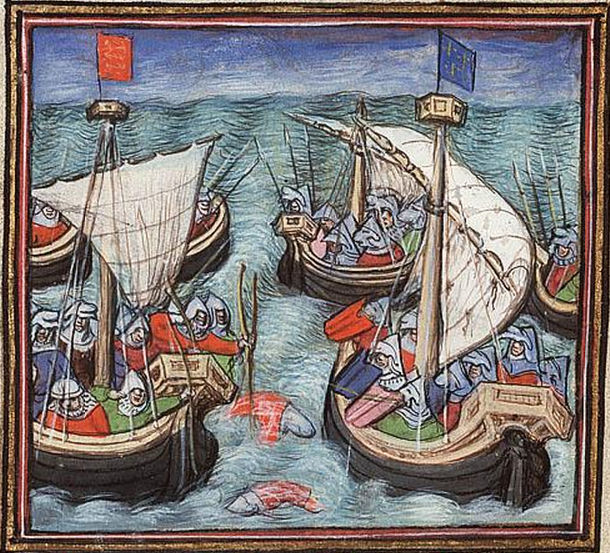
Batalha de Arnemuiden

A Batalha de Arnemuiden foi uma batalha naval travada em 23 de setembro de 1338 no início da Guerra dos Cem Anos entre a Inglaterra e a França. Foi a primeira batalha naval da Guerra dos Cem Anos e a primeira batalha naval europeia registrada usando artilharia, já que o navio inglês Christopher tinha três canhões e uma pistola.
A batalha contou com uma vasta frota francesa sob o comando dos almirantes Hugues Quiéret e Nicolas Béhuchet contra uma pequena esquadra de cinco grandes engrenagens inglesas transportando uma enorme carga de lã para Antuérpia, onde Eduardo III da Inglaterra esperava vendê-la, a fim de poder pagar subsídios aos seus aliados. Ocorreu perto de Arnemuiden, o porto da ilha de Walcheren (agora nos Países Baixos, mas então parte do Condado de Flandres, formalmente parte do Reino da França). Impressionado com os números superiores e com parte de sua tripulação ainda em terra, John Kingston, o comandante do esquadrão, se rendeu após um dia de combate.

Os franceses capturaram a rica carga, levaram as cinco engrenagens para sua frota e massacraram os prisioneiros ingleses. As crônicas escrevem:
Assim conquistando esses ditos marinheiros do rei da França neste inverno fizeram grande pilhagem, e especialmente conquistaram o belo grande nef chamado Christophe, todos encarregados dos bens e lã que os ingleses estavam enviando para a Flandres, que nef tinha custado muito ao rei inglês para construir: mas sua tripulação estava perdida para esses normandos, e foram condenados à morte.